# Бонінген
Бонінген (нім. Boningen) — громада  в Швейцарії в кантоні Золотурн, округ Ольтен.

## Географія
Громада розташована на відстані близько 55 км на північний схід від Берна, 27 км на північний схід від Золотурна.
Бонінген має площу 2,8 км², з яких на 25% дозволяється будівництво (житлове та будівництво доріг), 37,5% використовуються в сільськогосподарських цілях, 27,9% зайнято лісами, 9,6% не є продуктивними (річки, льодовики або гори).

## Демографія
2019 року в громаді мешкало 769 осіб (+10% порівняно з 2010 роком), іноземців було 13,3%. Густота населення становила 279 осіб/км².
За віковим діапазоном населення розподілялося таким чином: 19,8% — особи молодші 20 років, 68,5% — особи у віці 20—64 років, 11,7% — особи у віці 65 років та старші. Було 336 помешкань (у середньому 2,3 особи в помешканні).
Із загальної кількості 249 працюючих 26 було зайнятих в первинному секторі, 130 — в обробній промисловості, 93 — в галузі послуг.